# السيد جيم (فلم 1942)
السيد جيم (بالإنجليزية: Gentleman Jim) فيلم دراما أمريكي بالأبيض والأسود صدر عام 1942 مستوحى من حياة الملاكم جيمس جيه كوربيت.

## روابط خارجية
- السيد جيم على موقع IMDb (الإنجليزية)
- السيد جيم على موقع الموسوعة البريطانية (الإنجليزية)
- السيد جيم على موقع روتن توميتوز (الإنجليزية)
- السيد جيم على موقع نتفليكس (الإنجليزية)
- السيد جيم على موقع ألو سيني (الفرنسية)
- السيد جيم على موقع Turner Classic Movies (الإنجليزية)
- السيد جيم على موقع أول موفي (الإنجليزية)
- السيد جيم على موقع بوكس أوفيس موجو (الإنجليزية)
- السيد جيم على موقع فيلمافينيتي (الإسبانية)
- السيد جيم على موقع قاعدة بيانات الأفلام السويدية (السويدية)